# Volcán de Fuego

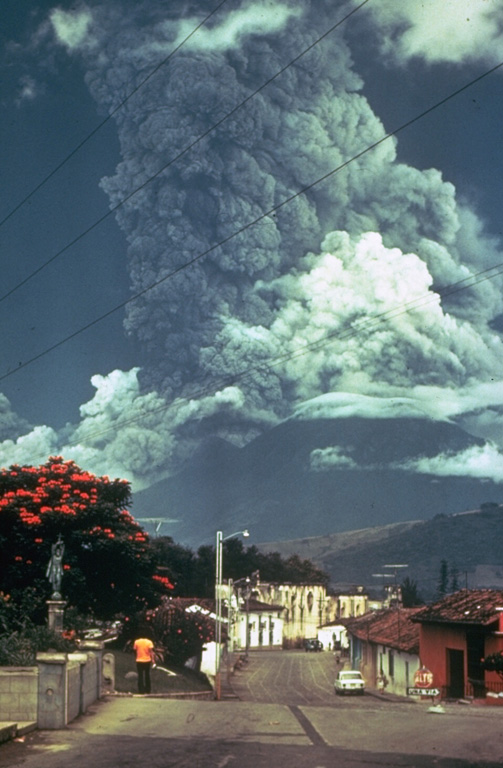
Ausbruch 1974

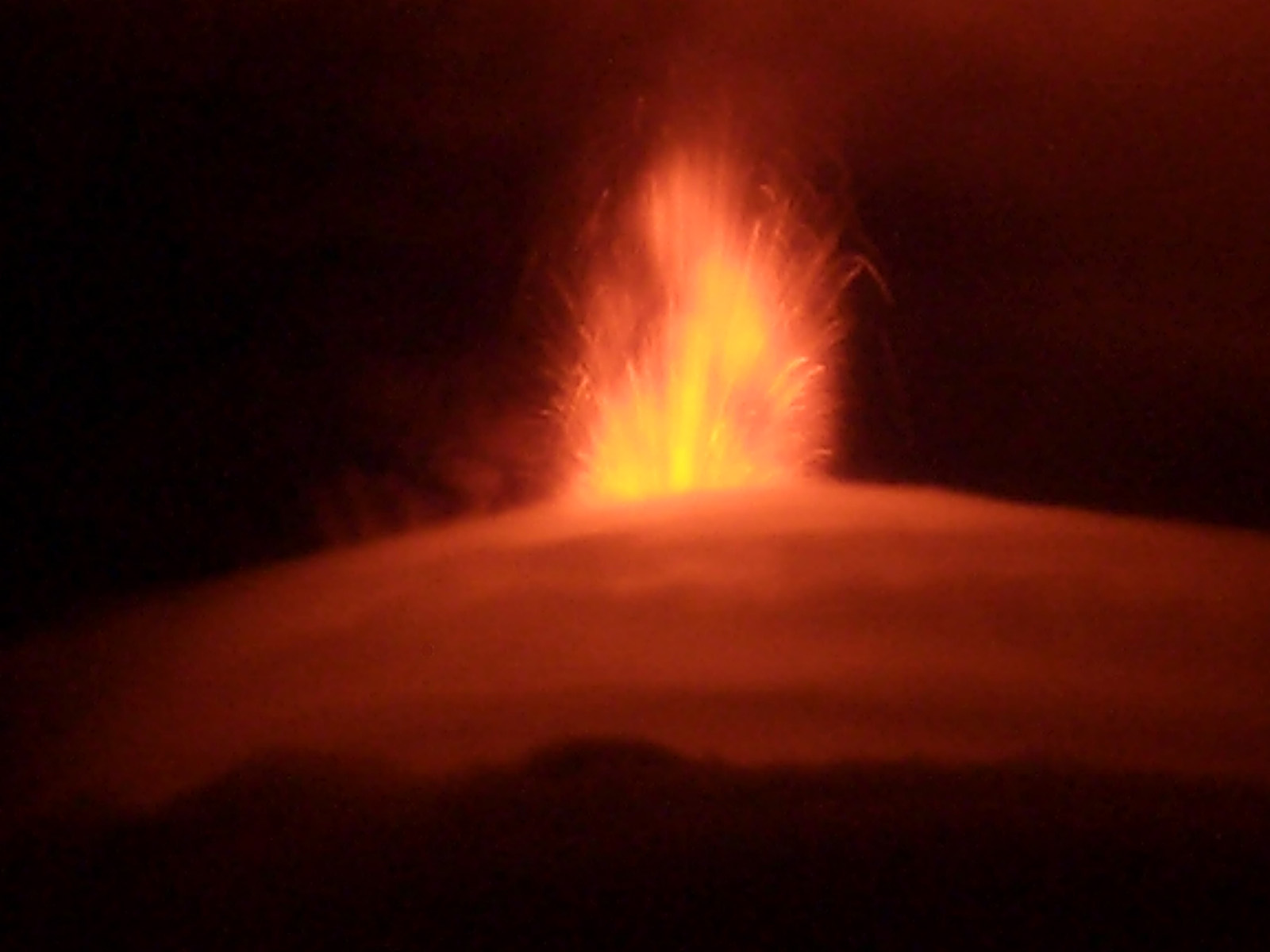
Der Fuego am 8. August 2007

Der Volcán de Fuego (spanisch für Feuervulkan) ist ein aktiver, 3763 m hoher Schichtvulkan im Süden Guatemalas.

## Lage
Er liegt etwa 20 km südwestlich der Stadt Antigua Guatemala an der Grenze der Departamentos Chimaltenango, Sacatepéquez und Escuintla. Zusammen mit dem Vulkan Acatenango bildet er das Bergmassiv La Horqueta. Der Fuego und der wenige Kilometer östlich gelegene Volcán de Agua sind von Guatemala-Stadt aus meist gut zu erkennen.
Der Fuego ist einer der aktivsten Vulkane Guatemalas. Größere Ausbrüche sind selten, doch stehen über dem Krater oft Rauchwolken. Nachts lässt sich dann von Antigua aus ein Feuerschein erkennen.

## Tourismus
Der Fuego hat sich in den letzten Jahren zu einem Anziehungspunkt für Touristen entwickelt. Von Antigua Guatemala aus werden von mehreren Anbietern Wandertouren auf den Fuego angeboten, welche meist eine Übernachtung auf dem benachbarten Acatenango beinhalten. Der Aufstieg von dem Weiler La Soledad zu einem Aussichtspunkt etwa 1 km vom Krater entfernt dauert etwa acht Stunden.

## Ausbrüche

### Historische Ausbrüche
Zeittafel: 1586, 1614, 1623, 1631, 1632, 1651, 1664, 1668, 1671, 1677, 1686, 1689, 1699, 1702, 1705, 1706, 1710, 1717, 1775, 1799, 1829, 1850, 1852, 1855, 1856, 1857, 1860. Es gab weitere Ausbrüche im 19. und 20. Jahrhundert.

### Ausbruch 2012
Schon im Mai 2012 wurde nach erhöhter seismischer und vulkanischer Aktivität die Alarmstufe von GELB auf ORANGE (die zweithöchste von vier Stufen) angehoben.
Die Aktivitäten des Vulkans verstärkten sich seit dem 9. September erneut. Es gingen Schlammströme und pyroklastische Ströme zu Tal. Am nächsten Tag setzte sich auch ein Lavafluss in Bewegung. Nachdem die Aschewolke auf 3000 Meter Höhe über dem Krater aufgestiegen war, wurde am 13. September die Alarmstufe ROT, das ist die vierte und höchste Stufe, ausgerufen.
Die Evakuierung tausender Menschen aus fünf Bezirken wurde angeordnet. Zehntausende Menschen waren auf der Flucht vor der Ausbreitung der Lavaströme und weiteren Ausbrüchen.

### Ausbrüche 2016
Am 4. Januar 2016 stieg eine sechs Kilometer hohe Rauchsäule auf, Explosionen waren zu hören, Erschütterungen in der Umgebung zu spüren, ging ein Ascheregen auf umliegende Dörfer nieder und floss an drei Stellen Lava an Hängen hinab.

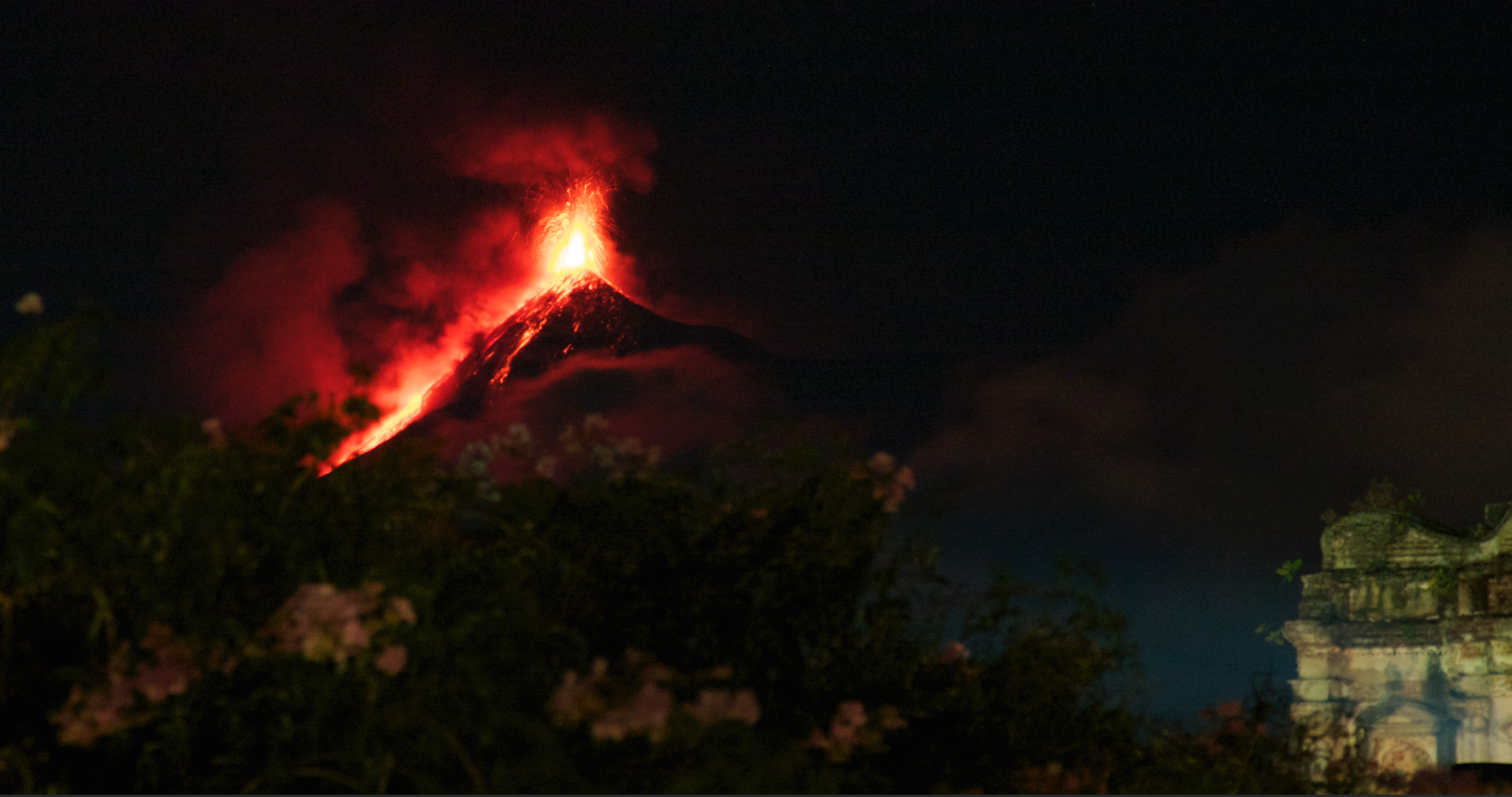
Ausbruch am 4. Januar 2016, von Antigua aus gesehen

Am 10. Februar 2016 brach der Vulkan wieder aus und bedeckte drei umliegende Ortschaften erneut mit Asche und Staub. Der Flughafen Guatemala-Stadt musste vorübergehend seinen Betrieb einstellen.

### Ausbrüche 2018
Am 1. Februar 2018 wurde ein seit einiger Zeit erwarteter Paroxysmus gemeldet, mit Aufstieg von Vulkanasche auf sieben Kilometer, zwei Lavaströmen und pyroklastischen Strömen.
Bei einem Ausbruch am 3. Juni 2018 starben durch pyroklastische Ströme mindestens 114 Menschen und etwa 300 wurden verletzt. Es war der schwerste Ausbruch des Feuervulkans seit 40 Jahren. Aus dem Gebiet um den Vulkan mussten mehr als 12.000 Menschen evakuiert werden; insgesamt sind mehr als 1,7 Millionen Menschen betroffen. Die Eruption dauerte 16,5 Stunden. Am 17. Juni 2018 wurde die Suche nach den 197 noch vermissten Menschen eingestellt.
Der Vulkan blieb aktiv. Am 5. Juni verstärkten sich die Explosionen am Gipfel mit Aschewolken bis in 5000 Meter Höhe. Erneut ging ein pyroklastischer Strom um 17:28 (Ortszeit) an der Südflanke zu Tal. Gerölllawinen und Schlammströme (Lahare) bedrohten weiterhin die Umgebung.
Bei den Ausbrüchen „wurden 186 Häuser völlig zerstört und 750 weitere Gebäude schwer beschädigt.“
Vom 6. bis 9. November war der Vulkan aktiv, ohne dabei Opfer oder Schäden zu verursachen.
Der letzte Ausbruch begann am 19. November, hierbei wurden etwa 3000 Menschen vorsorglich evakuiert. Eine Aschewolke stieg dabei auf bis etwa 1500 Meter in die Höhe, ein Lavastrom ergoss sich etwa 2500 Meter weit in eine Schlucht.

### Ausbruch 2022
Am Wochenende 10./11. Dezember 2022 entstand eine 500 Meter hohe Lavafontäne, eine Aschesäule stieg mehr als 2 km weit auf. Wegen Ascheniederschlags wurde der Flughafen La Aurora und eine Fernstraße gesperrt.

### Ausbruch 2023
Am 5. Mai 2023 ereignete sich ein erneuter Ausbruch. Laut den guatemaltekischen Behörden sind 280.000 Menschen von der Asche des Vulkans betroffen. Über 1000 Einwohner aus sechs Gemeinden wurden vorsorglich evakuiert.

### Ausbruch 2025
Im Zuge eines neuerlichen Ausbruchs wurden mit Stand 6. Juni 2025 500 Menschen evakuiert.

## Petrografie
1984 wurde eine Probe andesitischer Lava petrografisch analysiert. Daraus ergab sich folgende Zusammensetzung:
- Siliciumdioxid (SiO2): 55,65 %
- Aluminiumoxid (Al2O3): 19,76 %
- Eisenoxid (FeO): 8,89 %
- Calciumoxid (CaO): 8,60 %
- Magnesiumoxid (MgO): 3,42 %
- Natriumoxid (Na2O): 3,04 %